# Bellator 16
Bellator XVI foi um evento de MMA organizado pelo Bellator Fighting Championships ocorrido dia 29 de abril de 2010 no Kansas City Power & Light District em Kansas City, Missouri. O card contou com lutas das Quartas de Final do Torneio de Médios. O evento foi ao ar na Fox Sports Net e suas filiais regionais.

## Background
Eric Schambari foi originalmente definido para enfrentar Matt Major, porém Major enfrentou Alexander Shlemenko e Schambari enfrentou Lucas Zachrich. Rudy Bears foi inicialmente esperado para enfrentar Zak Cummings, porém por retirado da luta por motivos não revelados e foi substituído por Brent Weedman.